# Amygdaloideae
Sous-famille
Les Amygdaloideae sont une sous-famille de plantes à fleurs de la famille des Rosaceae.
C'est notamment la sous-famille des pruniers, pêchers, cerisiers, pommiers, poiriers, sorbiers, etc.

## Liste des tribus et sous-tribus
Selon GRIN (8 avril 2024) :
- Amygdaleae
- Exochordeae
- Gillenieae
- Kerrieae
- Lyonothamneae
- Maleae
  - Lindleyinae
  - Malinae
- Neillieae
- Sorbarieae
- Spiraeeae

## Liste des genres
Selon le Catalogue of Life (8 avril 2024) :
- Adenostoma Hook. & Arn.
- Amelanchier Medik.
- Aria (Pers.) Host
- Aronia Medik.
- Aruncus Adans.
- Chaenomeles Lindl.
- Chamaebatiaria (Porter ex W. H. Brewer & S. Watson) Maxim.
- Chamaemeles Lindl.
- Chamaemespilus Medik.
- Coleogyne Torr.
- Cormus Spach
- Cotoneaster Medik.
- Crataegus L.
- Crataemespilus E. G. Camus
- Cydonia Tourn. ex Mill
- Dichotomanthes Kurz
- Eriolobus (DC.) M. Roem.
- Exochorda Lindl.
- Gillenia Moench
- Hedlundia Sennikov & Kurtto
- Hesperomeles Lindl.
- Heteromeles M. Roem.
- Holodiscus (K. Koch) Maxim.
- Kageneckia Ruiz & Pav.
- Karpatiosorbus Sennikov & Kurtto
- Kelseya (S. Watson) Rydb.
- Kerria DC.
- Lindleya Kunth
- Luetkea Bong.
- Lyonothamnus A. Gray
- Majovskya Sennikov & Kurtto
- Malacomeles (Decne.) Decne.
- Malus Mill.
- Mespilus L.
- Micromeles Decne.
- Neillia D. Don
- Neviusia A. Gray
- Normeyera Sennikov & Kurtto
- Oemleria Rchb.
- Osteomeles Lindl.
- Pentactina Nakai
- Petrophytum (Nutt. ex Torr. & A. Gray) Rydb.
- Phippsiomeles B. B. Liu & J. Wen
- Photinia Lindl.
- Physocarpus (Cambess.) Maxim.
- Pourthiaea Decne.
- Prinsepia Royle
- Prunus L.
- Pseudocydonia (C. K. Schneid.) C. K. Schneid.
- Pyracantha Roem.
- Pyrus L.
- Rhaphiolepis Lindl.
- Rhodotypos Siebold & Zucc.
- Scandosorbus Sennikov
- Sibiraea Maxim.
- Sorbaria (Ser. ex DC.) A. Br.
- Sorbaronia C. K. Schneid.
- Sorbomeles Sennikov & Kurtto
- Sorbus L.
- Spiraea L.
- Spiraeanthus (Fisch. & C. A. Mey.) Maxim.
- Stranvaesia Lindl.
- Tormimalus Holub
- Torminalis Medik.
- Vauquelinia Corrêa ex Humb. & Bonpl.
- Xerospiraea Henrickson

## Synonymes
Selon le Catalogue of Life (8 avril 2024) :
- Coleogynoideae E.I.Golubk.
- Crataegoideae Horan.
- Dichotomanthoideae Gladkova
- Gillenioideae C.K.Schneid.
- Holodiscoideae Schneid.
- Kerrioideae Schneid.
- Maloideae C.Weber
- Neillioideae Arn.
- Prunoideae Horan.
- Pyrodae C.S.Campbell, R.C.Evans, D.R.Morgan & T.A.Dickinson
- Pyroideae Burnett
- Spiraeoideae Arn.